# Mérida Unión Deportiva
Mérida Unión Deportiva fue un club de fútbol de España de la ciudad de Mérida, capital de Extremadura. 
El Mérida UD fue el equipo filial del CP Mérida entre 1990 y 2000, cuando se desvinculó del CP Mérida para no ser liquidado también junto a este. Se disolvió en 2013, siendo subastados sus derechos federativos y adjudicados a la Asociación Deportiva Mérida.

## Historia
Fundado en 1990 por D. Manuel Molina Domínguez tras la fusión del Santa Eulalia y Los Milagros. El U. D. Mérida Promesas nace como equipo filial del histórico Club Polideportivo Mérida, fundado el 28 de diciembre de 1912 y que llegó a militar dos temporadas en 1.ª División.
En sus diez años como filial, militó un año en Regional y nueve en 3ª División, disputando cinco veces la fase de ascenso a 2ª División B. El 31 de agosto de 2000 se decide desvincular al club del CP Mérida para no ser arrastrado por la desaparición del primer equipo tras 88 años de historia.
Ya en la temporada 2000/2001, el U. D. Mérida Promesas se erige como primer equipo de la ciudad y consigue el ascenso a 2ªB el 16 de junio de 2001 al ganar 3-0 al Torredonjimeno C.F. con goles de Ramírez, Juanjo y Santi.
En su primer año en la categoría de bronce, con D. Jorge Gruart Vila como presidente y Paco Miranda como entrenador, el equipo consigue clasificarse para la liguilla de ascenso a 2ªA, de la que caería eliminado ante la SD Compostela. Durante esta temporada, el club cambia de escudo y pasa a denominarse Unión Deportiva Mérida.
Tras tres temporadas en 2ªB, en la 2003/2004 el equipo baja a 3ª División sumergido en una gravísima crisis institucional.
Tras un verano de incertidumbre, D. José Fouto Galván se hace cargo de las riendas del club y en la temporada 2004/2005 consigue el ascenso a 2ªB tras realizar un brillante campeonato de la mano de Andrés García Tébar. En esta temporada el club pasa a denominarse Mérida Unión Deportiva y el escudo es sustituido por el del histórico CP Mérida, luciendo las siglas UD.
Después de tres temporadas en 2ªB, en la 2007/2008 con Goran Milojevic sustituyendo a Fabri González en el banquillo, el equipo consigue clasificarse para los play-off de ascenso tras un memorable triunfo con remontada en Baza, aunque caería eliminado en primera ronda ante la SD Ponferradina.
La siguiente temporada estaría marcada de nuevo por la grave situación económica que sufría la entidad, y que a pesar de realizar un meritorio campeonato acabando séptimos en la tabla clasificatoria, el club acabaría descendiendo administrativamente a 3ª División por impagos a sus jugadores.
En el verano del 2009 una Junta Directiva compuesta por aficionados del club rige los destinos de la entidad. A partir del 1 de febrero de 2010 el club se acoge a la Ley Concursal, siendo administrado económicamente por vía judicial, con el fin de salvar las deudas y dar viabilidad económica al club para continuar su existencia.
Desde el verano del 2012 se hace cargo del club el Grupo Abeto, importante empresa madrileña de servicios integrales. El 6 de septiembre del mismo año se celebra un partido amistoso contra el Sevilla FC para iniciar los actos del centenario del fútbol emeritense.
El 20 de noviembre de 2012 se inicia el proceso de liquidación del club por orden judicial al no hacer frente a los pagos estipulados en el concurso de acreedores. 
Por medio de una subasta, sus derechos federativos fueron adquiridos por una nueva sociedad llamada Asociación Deportiva Mérida.

## Estadio
Estadio Romano, con capacidad para 14.600 espectadores sentados, dimensiones de 106x70 y de césped natural. El estadio se inauguró el 23 de mayo de 1953 y fue remodelado completamente en 1995.

## Datos del club
- Dirección social: Marco Agripa s/n, 06800 Mérida
- Teléfono/Fax: 924 316 726
- E-mail: contacto@udmerida.es
- Presupuesto: 200.000 €
- Socios: 1800
- Equipamiento: Strike
- Patrocinador: Grupo Abeto

## Palmarés

### Torneos nacionales
- Campeón de Tercera División (2): 1999/00, 2004/05.

- Subcampeón de Tercera División (2): 1997/98, 2000/01.

### Torneos regionales
- Campeón de la Copa Federación Extremeña de Fútbol (1): 2004/05.
- Campeón de Regional Preferente de Extremadura (1): 1990/91.

### Trofeos amistosos
- Trofeo Feria de San Julián (Cuenca)  : (1) 2005
- Trofeo Ciudad de Almendralejo: (1) 2008